# 알파벳시티

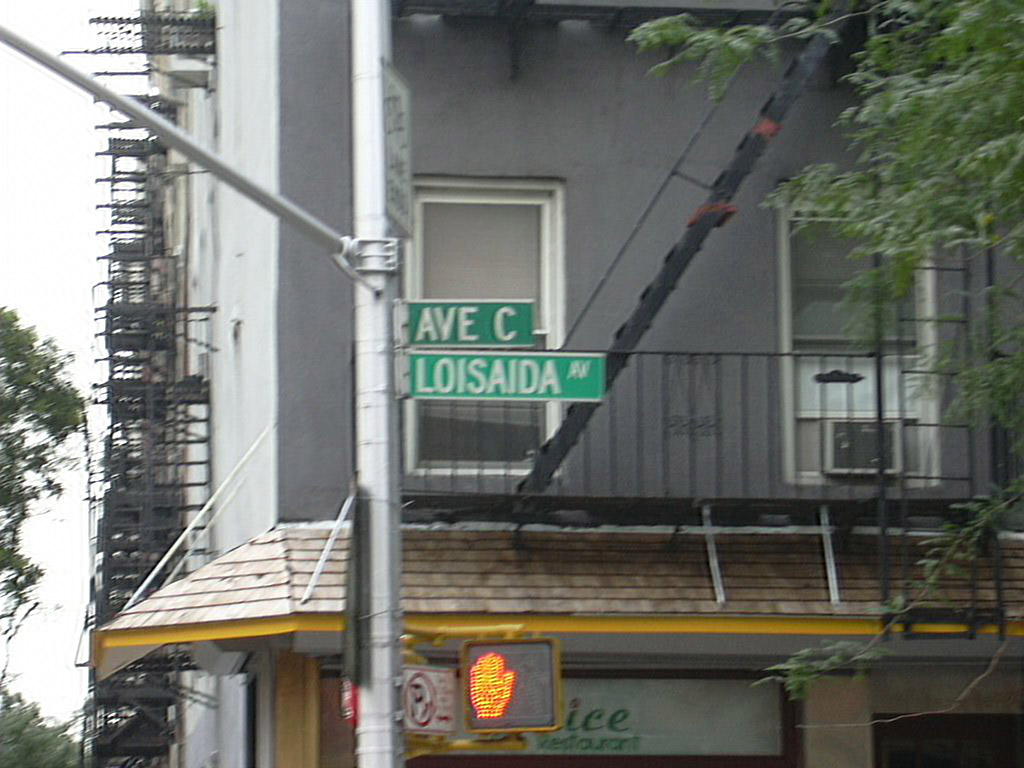

알파벳시티(Alphabet City)는 로어 이스트 사이드와 이스트 빌리지에 걸쳐있는 지역이다.

## 개요
알파벳 시티의 이름의 유래는 애비뉴 A, 애비뉴 B, 애비뉴 C 및 애비뉴 D라는 알파벳 문자의 애비뉴 이름이 붙는 맨하탄에서 유일한 지역이라는 데서 시작되었다. 남단은 하우스턴 가, 북쪽은 14번가이며, 기존의 이스트 빌리지의 북쪽 및 스토이베슨트 타운과 피터 쿠퍼 빌리지의 남쪽을 따라 있다.
유명한 랜드 마크는 톰킨스 스퀘어 파크와 누이요리칸 포이어츠 까페(Nuyorican Poets Café)가 있다. 이 인근 주거 지역은 유서 깊은 지역으로 맨하탄의 독일계 미국인, 폴란드 계 미국인, 히스패닉과 라틴계, 그리고 유대계 미국인 주민의 거주지이며 민족 문화의 중심지이다.

## 같이 보기
- 공동정원